# Assietta

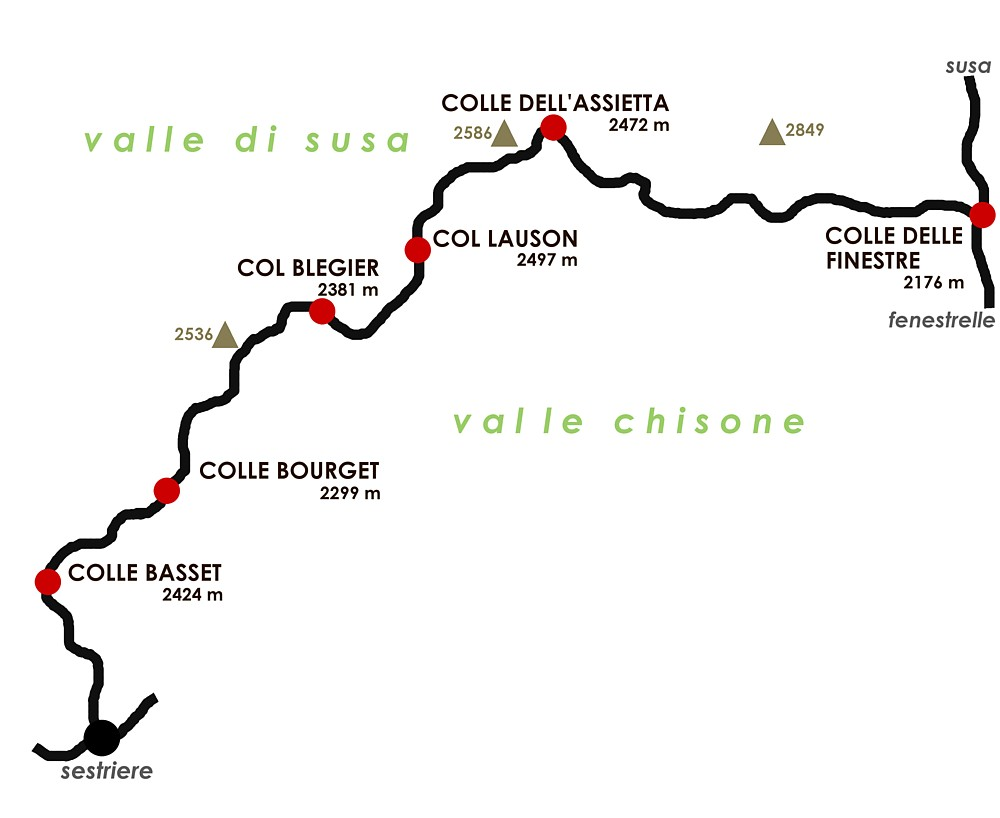
Passen op de Cresta dell'Assietta

De Assiettapas maakt deel uit van een aantal passen die liggen op de bergkam Cresta dell'Assietta die de scheiding vormt tussen de Piëmontese bergdalen Valle di Susa en Val Chisone. De 36 kilometer lange steenslag weg daalt nergens onder de 2200 meter. Het hoogste punt is de Colle Lauson met 2497 meter. De weg is om strategische redenen aangelegd. Langs de weg zijn hier en daar nog resten te vinden van militaire bouwwerken. Op 19 juli 1747 vond op de bergkam de Slag van Assietta plaats die deel uitmaakte van de Oostenrijkse Successieoorlog.
Vanuit het oosten is de Assietta te bereiken via de wegen vanuit Fenestrelle en Susa naar de Colle delle Finestre. Deze werd in 2004 geasfalteerd zodat deze kan worden opgenomen in de Giro d'Italia van 2005. Bij de wintersportplaats Sestriere ligt het westelijke beginpunt van de weg over de bergkam.
De bergpassen op de Cresta dell'Assietta van Oost naar West:
- Colle delle Finestre 2176 meter
- Colle dell'Assietta 2472 meter
- Colle Lauson 2497 meter
- Colle Blegier 2381 meter
- Colle Bourget 2299 meter
- Colle Basset 2424 meter

Agnello · Aprica · Assietta · Baremone · Brenner · Brocon · Cadibona · Capannelle · Campolongo · Costalunga · Croce Dominii · Cuvignone · Duran · Esischie · Falzarego · Fauniera · Fedaia · Finestre · Forcola di Livigno · Foscagno · Gardena · Gavia · Giau · Giogo di Bala · Grote Sint-Bernhard · Jaufen · Joux · Kleine Sint-Bernhard · Lavaze · Leonessa · Lombarda · Maddalena · Manghen · Maniva · Mendel · Montgenèvre · Mont-Cenis · Monte Cristo · Mortirolo · Nigra · Nivolet · Penser Joch · Platigliolepas · Pfitscherjoch · Plöcken · Pordoi · Pratoriscio · Predil · Presolana · Reschen · Rolle · Sampeyre · San Carlo · San Marco · San Pellegrino · San Zeno · Scale · Sella · Sestriere · Sommeiller · Splügen · Staller Sattel · Staulanza · Stelvio · Tenda · Timmelsjoch · Tonale · Tre Croci · Tremalzo · Umbrail · Val Bighera · Valcavera · Valles · Valparola · Via del Sale · Vivione · Würz